# Mansonia
Mansonia es un género de mosquito hematófago, que actúa como vector para los parásitos Brugia malayi y Wuchereria bancrofti. Son de color marrón o negro, con abdomen y patas con bandas blanquecinas. Las larvas y las pupas permanecen en aguas estancadas asociadas a plantas acuáticas, tienen tubos respiratorios modificados que les permite perforar las plantas acuáticas para obtener aire y no de la superficie como otras especies de mosquitos. Los mosquitos Mansonia se distribuyen mundialmente.